# Bradysia molokaiensis
Bradysia molokaiensis är en tvåvingeart som först beskrevs av Grimshaw 1901.  Bradysia molokaiensis ingår i släktet Bradysia och familjen sorgmyggor. Inga underarter finns listade i Catalogue of Life.